# Tim Lenaers
Tim Lenaers (né le 1er février 1975 à Diest,) est un coureur cycliste belge, actif dans les années 1990 et 2000.

## Biographie
Bon sprinteur, Tim Lenaers s'est principalement illustré chez les amateurs en obtenant une centaine de victoires. Il a également évolué au niveau professionnel entre 1997 et 2001 au sein des équipes Collstrop, Ipso-Euroclean puis Flanders-Prefetex. 
Après sa carrière cycliste, il devient aide-soignant et coach dans un club de vélo de Courtrai.

## Palmarès
- 1996
  - Tour du Limbourg amateurs :
    - Classement général
    - 1re et 2e étapes

  - 2e du championnat du Limbourg
  - 2e du Circuit Het Volk espoirs
  - 3e du Grote Prijs Dr. Eugeen Roggeman
- 1997
  - Grote Prijs Dr. Eugeen Roggeman
- 2002
  - Gand-Staden
  - Circuit du Westhoek
  - Omloop van de Grensstreek
- 2003
  - Grote Prijs Nieuwkerken-Waas